# Nicolas Dufour
Nicolas Dufour, né le 1er juin 1987 à Montréal est un homme politique québécois (Canada).  

## Biographie
Il est le fils de Bob Dufour, l'un des fondateurs du Bloc québécois. Après avoir obtenu un diplôme d'études secondaires, il travaille pendant deux ans comme attaché politique. Représentant le Bloc québécois, il est élu député lors de l'élection fédérale canadienne de 2008 dans la circonscription de Repentigny à l'âge de 21 ans. Il devient alors le plus jeune député du parlement canadien. Il est porte-parole du Bloc québécois en matière de jeunesse et membre du comité permanent de la santé.  À l'été 2012, il obtient son Baccalauréat en Administration publique de l'Université d'Ottawa. Il détient également une maîtrise en gestion municipale de l'École nationale d'administration publique.
Il fut défait par Jean-François Larose du Nouveau Parti démocratique lors des élections de 2011.
Il est élu à la mairie de Repentigny lors des élections municipales québécoises du 7 novembre 2021.